# Ford 385
Ford 385 — серия восьмицилиндровых бензиновых двигателей внутреннего сгорания, разработанных и выпускавшихся компанией Ford Motor Company.

## 370
- Объём: 6,9 л (370 кубических дюймов); 6,1 л (с 1979 года)
- Диаметр цилиндра: 102,9 мм
- Ход поршня: 91,2 мм

### Применение
- Ford medium-duty F-Series (1977—1991)
  - Ford F-600/F-700
  - Ford B-Series (1977—1989)
- Ford C-Series (1979—1987)
  - Ford C600/C800
- Ford L-Series «Louisville Line» (1977—1985)
  - Ford L600/L800

## 429
- Объём: 7,0 л (429 кубических дюймов)
- Диаметр цилиндра: 110,7 мм
- Ход поршня: 91,2 мм
- Степень сжатия: 3,25:1—3,50:1 (Cobra Jet); 3,91:1—4,30:1 (Super Cobra Jet)[4][5]
- Мощность: 375 л. с.

### Применение
- Ford Thunderbird (1968—1973)
- Ford Mustang (1969—1971)
  - Ford Mustang Boss 429 (1969—1970)
- Ford/Mercury full-size (1969—1973)
- Ford/Mercury intermediate (1969—1973)
- Mercury Cougar (1971)
- Ford medium-duty F-Series (1977—1998)
  - Ford F-600/F-700/F-800
  - Ford B-Series (1977—1989)
- Ford C-Series (1979—1987)
  - Ford C600/C700/C800
- Ford L-Series «Louisville Line» (1977—1991)
  - Ford L900

## 460

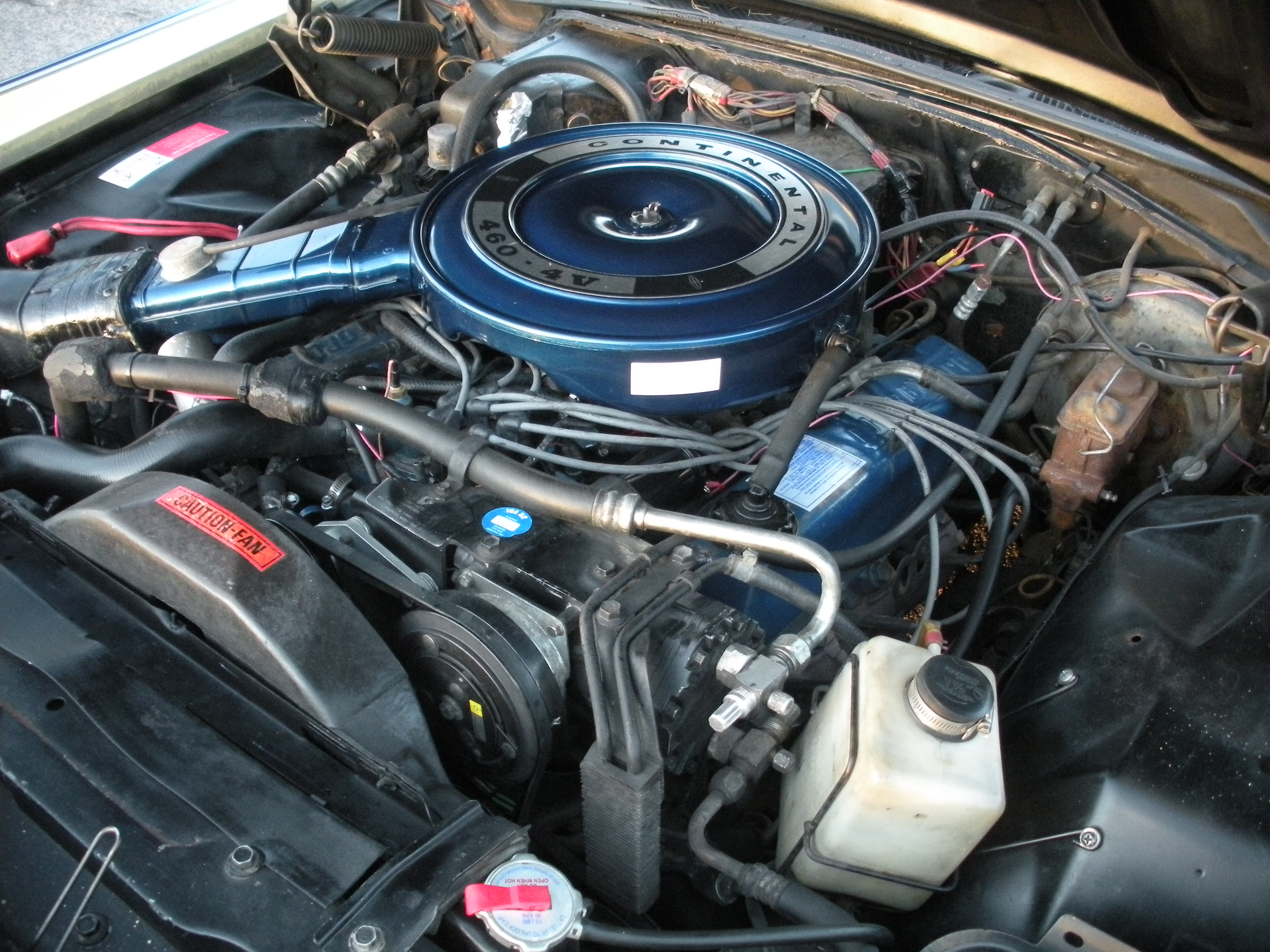
460-4V на 1971 Continental Mark III

- Объём: 7,5 л (460 кубических дюймов)
- Диаметр цилиндра: 110,7 мм
- Ход поршня: 97,8 мм
- Мощность: 147—183 кВт (197—245 л. с.) при 4100 об/мин
- Крутящий момент: 536—556 Н⋅м при 2200 об/мин

### Применение
- Lincoln Continental (1968—1979)
- Ford Thunderbird (1972—1976)
- Mercury Cougar (1974—1976)
- Ford/Mercury full-size (1972—1978)
- Ford/Mercury intermediate (1973—1976)
- Ford F-Series (1973—1979)
- Ford F-Series (1983—1997) (F-250 HD, F-350 и Super Duty)
- Ford E-Series (1975—1996)

### Police Interceptor
- Мощность: 210—375 л. с.
- Степень сжатия: 11,3:1 (429)

429 Police Interceptor

- Максимальная скорость: 160 км/ч (460)

## Кратерные двигатели

### 514
- Объём: 8,4 л (514 кубических дюймов)

### 572
- Объём: 9,4 л (572 кубического дюйма)
- Диаметр цилиндра × ход поршня: 110 мм